# Muralhas de Chester
As muralhas da cidade de Chester consistem em uma estrutura defensiva erguida para proteger a cidade de Chester em Cheshire, Inglaterra. Sua construção foi iniciada pelos romanos quando estabeleceram a fortaleza de Deva Vitoriosa entre 70 e 80.

## História

### Uso militar
Em cerca de 74 ou 75 a.C. a legião romana Legio II Adiutrix estabeleceu uma fortaleza em Chester. A fortaleza foi inicialmente defendida por uma muralha de terra superada por uma paliçada de madeira e cercada por uma vala com um perfil afiado em forma de V. É provável que a muralha tivesse cerca de 3 m de altura em uma base de cerca de 6 m A terra para a muralha foi obtida de escavar a vala. Foi colocado em uma base de troncos e mantido junto por galhos e madeira de escova. Em intervalos de cerca de 160 m ao longo das muralhas havia torres de madeira com uma base quadrada de cerca de 4,5 m; eles provavelmente tinham cerca de 7,5 m de altura. Em cada um dos quatro lados havia um portão principal com torres de madeira. Os portões dos lados norte e leste ficavam nos locais atuais de Northgate e Eastgate. A partir de cerca de 90 d.C Chester foi ocupado pela Legio XX Valeria Victrix, que iniciou um programa de reconstrução, incluindo a melhoria das muralhas. A partir de cerca de 100 d.C. as muralhas terrestres foram reconstruídas usando arenito. Uma muralha de pedra foi adicionada à muralha da terra. Este consistia de grandes blocos quadrados de pedra construídos sobre um plinth chamfered até uma passarela cerca de 4,9 m acima da base. Foi superado por uma cornice elaboradamente esculpida, e um parapeito coberto por pedras. Os portões e torres também foram reconstruídos em pedra. Acredita-se que o portão norte era um único arco, enquanto os outros tinham portais gêmeos. O portão leste formou a entrada principal da fortaleza, e foi particularmente impressionante, possivelmente com três andares. A pedra foi extra-izada localmente a partir da área imediata da fortaleza. Embora enha começado em cerca de 100 d.C., a reconstrução das paredes foi abandonada no início do século II, talvez com as paredes incompletas, e só foi concluída mais de 100 anos depois. As muralhas continuaram a ser mantidas durante toda a ocupação romana, com grandes reparos realizados durante o século IV.
Nada se sabe sobre a condição das muralhas entre o fim da ocupação romana no final do século IV e a refundação de Chester por Ethelflæd como um burgh em 907 como parte da reconquista da Mércia pelos anglo-saxões. Partes das muralhas romanas ainda estavam presentes, como continuam a permanecer até hoje. Os anglo-saxões certamente repararam as seções norte e oriental das muralhas romanas. Em algum momento, pedras romanas, incluindo lápides, foram usadas em reparos, mas não se sabe se isso foi durante esse período ou mais tarde. Há evidências, incluindo a descoberta de uma vala saxônica em forma de U, de que a muralha foi estendida do canto sudeste da muralha romana para o rio, formando uma defesa em forma de L, mas se isso teria sido uma pedra ou uma defesa terrestre é desconhecido. Há uma referência à reparação das muralhas no Domesday Survey. Após a conquista normanda o exército de Guilherme, o Conquistador chegou a Chester em 1069-70, e o rei ordenou que um castelo fosse construído. Isto foi construído fora do local da fortaleza romana, a sudoeste, em uma posição elevada com vista para o rio Dee. Isso exigiu a extensão das paredes a oeste e sul para incorporar o castelo, levando ao circuito das paredes atualmente presentes. Três novos portões foram construídos, o Watergate no muro oeste, e o Shipgate e Bridgegate. Os dois últimos portões foram certamente construídos pela década de 1120, e acredita-se que o circuito medieval das paredes estava completo em 1162. Eles então consistiam na muralha em si, portões, torres e uma vala. A vala saxã foi preenchida, e as valas medievais foram escavadas mais longe das paredes. A vala anterior tinha sido rasa, provavelmente não mais do que 1 m de profundidade. No entanto, após um cerco ao Castelo de Chester durante a Segunda Guerra dos Barões em 1265, uma vala maior foi cavada, esta com mais de 2 metros de profundidade.
As finanças necessárias para a manutenção das muralhas foram principalmente por uma série de murages concedidos pelo rei, deveres cobrados sobre mercadorias que entram e saem da cidade. Os portões principais estavam sob o controle de sargentos hereditários que cobravam pedágios e organizavam relógios nas paredes. Durante o século XV, a concessão de muragens foi delegada às autoridades municipais, mas acompanhar os reparos necessários foi um problema contínuo. As violações ocorreram em 1569, 1608 e 1629, e em 1589 e em 1641 as paredes foram descritas como "ruinosas". Na expectativa da próxima Guerra Civil, foram realizados reparos no início da década de 1640, e novas fortificações foram adicionadas às paredes e nos subúrbios externos. As muralhas foram fortemente danificados durante o cerco da cidade pelas forças parlamentares em 1645, isso incluiu duas grandes violações.